# 高橋英樹 (アニメーター)
高橋 英樹（たかはし ひでき）は、日本の男性アニメーター。別名義に本名の平仮名表記「たかはし ひでき」がある。
代表作は、『天地無用!』、『新暗行御史』など多数。

## 主な参加作品

### テレビアニメ
- マシンロボ ぶっちぎりバトルハッカーズ （1987年、#20原画）※たかはしひでき名義
- 新世紀エヴァンゲリオン （1995年-1996年、#7原画）※たかはしひでき名義
- 赤ちゃんと僕 （1996年-1997年、#19原画）
- カスミン （2001年-2003年、総作画監督）※たかはしひでき名義
- IGPX （2005年-2006年、プロップデザイン）
- デルトラクエスト （2007年-2008年、プロップデザイン・#2・29作画監督）
- REIDEEN （2007年、#7・8・23作画監督）
- RD 潜脳調査室 （2008年、#4・14・21作画監督）
- もしドラ （2011年、#7原画）
- うさぎドロップ （2011年、#4作画監督）
- ROBOTICS;NOTES （2012年、キーアニメーター#1作画監督・OP作画監督・原画・ED作画監督）
- 凪のあすから （2013年、キーアニメーター・#2作画監督・#6作画監督補佐・#1・7原画・OP原画）
- ボールルームへようこそ （2017年、#3作画監督）
- ハイキュー!! TO THE TOP（2020年、アクション作画監督[1]）

### OVA
- 銀河英雄伝説（メカ作画監督）
- 神州魑魅変（1988年-1989年、原画）
- 寒月一凍悪霊斬り（1989年、原画）
- みどりの守り神（1991年、原画）
- 神秘の世界エルハザード（1995年、作画監督協力・原画）
- 魔法使いTai!（1996年、作画監督・原画）
- マスターモスキートン（1997年、作画監督）
- フォトン（1998年、作画監督）
- 北へ。Pure Session（2000年、アニメーションキャラクターデザイン・総作画監督）
- ツバサ TOKYO REVELATIONS（2007年、原画）
- ツバサ 春雷記（2009年、原画）
- 少女ファイト（2009年、アニメーションキャラクターデザイン・作画監督）
- ハイキュー!! 陸 VS 空（2020年、アクション作画監督[2]）

### 劇場アニメ
- 銀河英雄伝説外伝 黄金の翼 （1992年12月、メカデザイン・メカ作画監督）
- 銀河英雄伝説外伝 新たなる戦いの序曲 （1993年12月、メカ作画監督）
- 新世紀エヴァンゲリオン劇場版 Air/まごころを、君に（1997年7月、原画）
- 劇場版 天地無用! in LOVE2 遙かなる想い （1999年4月、総作画監督・キャラクターデザイン）
- 劇場版ポケットモンスター 結晶塔の帝王 ENTEI （2001年8月、原画）※たかはしひでき名義
- 新暗行御史 （2004年12月、総作画監督・キャラクターデザイン）
- 劇場版ポケットモンスター アドバンスジェネレーション 裂空の訪問者 デオキシス（2004年7月、原画）
- マインド・ゲーム （2004年8月、原画）
- 劇場版 鋼の錬金術師 シャンバラを征く者 （2005年7月、原画）
- 劇場版ポケットモンスター アドバンスジェネレーション ミュウと波導の勇者 ルカリオ （2005年、原画）※たかはしひでき名義
- ピアノの森 （2007年7月、原画）
- ヱヴァンゲリヲン新劇場版:序 （2007年9月、原画）
- クレヨンしんちゃん ちょー嵐を呼ぶ 金矛の勇者 （2008年4月、原画）
- サマーウォーズ （2009年8月、原画）
- 劇場版 戦国BASARA -The Last Party- （2011年6月、原画）
- わすれなぐも （2012年3月、キャラクターデザイン・作画監督）
- ももへの手紙 （2012年4月、原画）
- アシュラ （2012年9月、エフェクト作画）
- バケモノの子 （2015年7月、原画）
- 名探偵コナン ハロウィンの花嫁 （2022年4月、原画）
- 劇場版ハイキュー!! ゴミ捨て場の決戦 （2024年2月、キーアニメーター[3]）